# تجهيز مشترك
التجهيز المشترك هو استخدام النفايات كمادة خام أو كمصدر للطاقة أو كلاهما لتحلّ محل الموارد المعدنية الطبيعية (إعادة تدوير المواد) والوقود الأحفوري كالفحم والبترول والغاز (استعادة الطاقة) في العمليات الصناعية، وبشكل رئيسي في الصناعات كثيفة الاستهلاك للطاقة (إي آي آي) مثل الإسمنت والنورة والفولاذ والزجاج وتوليد الطاقة. يُشار إلى مواد النفايات المستخدمة في التجهيز المشترك كوقود بديل ومواد خام (إي إف آر).

## مفهوم التجهيز المشترك
التجهيز المشترك هو مفهوم تنمية مستدامة يُخفّض الطلب على الموارد الطبيعية ويقلّل من التلوث ومواقع دفن النفايات، وبذلك يساهم في تقليل البصمة البيئية. يستند التجهيز المشترك أيضًا إلى مبادئ علم البيئة الصناعي، الذي يأخذ بالحسبان أفضل ميزات تدفق المعلومات والمواد وطاقة النظم البيئية البيولوجية، مع هدف تطوير تبادل هذه الموارد الأساسية في العالم الصناعي.
الشكل 1: أنواع التجهيز المشترك
باختصار، فوائد التجهيز المشترك هي:
- الحفاظ على الموارد الطبيعية (غير القابلة للتجديد) من طاقة ومواد
- تقليل انبعاثات الغازات الدفيئة من أجل إبطاء ظاهرة الاحتباس الحراري وإحداث تأثير إيجابي على المؤشرات البيئية المتكاملة، مثل البصمة البيئية
- تقليل التأثيرات البيئية للاستخراج (التعدين أو الحفر) والنقل ومعالجة المواد الخام
- تقليل الاعتماد على أسواق الموارد الأولية
- توفير مساحات مواقع دفن النفايات وتقليل التلوث الذي يسببه التخلص من النفايات
- والتخلص من النفايات بشكل كامل من أجل تلافي الالتزامات المستقبلية المحتملة.

يساهم التجهيز المشترك في التنافسية الصناعية، وهو تكنولوجيا متممة لمفاهيم إنتاج أنظف أو إعادة تدوير النفايات وينبغي اعتباره كمعالجة بديلة ضمن مفهوم إدارة متكاملة للنفايات. تقدم بعض الصناعات كثيفة الاستهلاك للطاقة التجهيز المشترك كخدمة إدارة نفايات مستدامة. يكون تكييف المنشآت القائمة للصناعات كثيفة الاستهلاك أكثر فعالية عادةً من حيث التكلفة من بناء منشآت جديدة لمعالجة النفايات وبالتالي يقلّل ذلك من تكلفة إدارة النفايات على المجتمع.
يُظهر التسلسل الهرمي لإدارة الملخفات (انظر الشكل أدناه) أن التجهيز المشترك هو عملية استعادة ينبغي القيام به بعد تقليل النفايات وإعادة التدوير، يحتل التجهيز المشترك مرتبة أعلى في هذا التسلسل الهرمي بالمقارنة مع عمليات التخلص من النفايات مثل الطمر أو الحرق.
الشكل2: التسلسل الهرمي لإدارة النفايات

## إمكانية التجهيز المشترك
تصل نسبة الطلب الصناعي العالمي على الطاقة قياسًا بالطلب الكلي إلى 45% تقريبًا وتصل نسبة مستلزمات الصناعات كثيفة الاستهلاك للطاقة (إي آي آي) إلى 27%، أي ما يزيد عن نصف الطلب الصناعي الكلي.
في جميع أنحاء العالم، تحمل النفايات المناسبة للتجهيز المشترك إمكانية طاقة تساوي تقريبًا 20% من طاقة الوقود الأحفوري المستخدمة من قبل إي آي آي ومحطات توليد الطاقة التي تعمل على الفحم. بحلول عام 2030، قد يرتفع معدل التبادل الحراري للنفايات إلى 30% تقريبًا. في دول الاتحاد الأوروبي ال25، تمثّل كمية الطاقة المتوافرة في النفايات حاليًا 40% من هذا الطلب تقريبًا، ومن المتوقع أن يرتفع إلى 50% تقريبًا بحلول عام 2030.
تستهلك صناعة الإسمنت في الاتحاد الأوروبي نسبة من الوقود المستخرج من النفايات والكتل الحيوية تفوق ال40% تقريبًا في تزويد الطاقة الحرارية لعملية صنع المعدن الرمادي. على الرغم من أن اختيار ما يسمى بالوقود البديل (إي إف) يكون عادةً لأسباب مالية، باتت عوامل أخرى أكثر أهمية. يعود استخدام الوقود بفائدة على كل من المجتمع والشركة: تَقِلّ انبعاثات ثاني أوكسيد الكربون مع استخدام الوقود الأحفوري، يمكن معالجة النفايات بطريقة فعالة ومستدامة ويمكن تقليل الطلب على بعض المواد الخام. ومع ذلك ثمة فروقات ضخمة في حصة الوقود البديل المستخدم بين الدول الأعضاء في الاتحاد الأوروبي. يمكن زيادة الفوائد المجتمعية إذا قامت دول أعضاء إضافية بزيادة حصتها من الوقود البديل. في هذه الدراسة تعاين إيكوفيس حدود وفرص استهلاك إضافي للوقود البديل في الدول ال14 الأعضاء في الاتحاد الأوروبي. وجدت إيكوفيس أن العوامل المحلية تقيّد قدرة السوق إلى حد أكبر بكثير مما تقيده الجدوى الاقتصادية والتقنية لصناعة الإسمنت نفسها. في هذا الملخص يقدّمون النتائج النهائية. التقييمات المفصلة متاحة في دراسات حالات منفصلة المصدر.
تقريبًا 60% من النفايات التي يمكن استخدامها هي كتل حيوية ولذلك هي محايدة الكربون. بهذه الطريقة يقدم التجهيز المشترك قدرة كبيرة على تقليل انبعاثات غازات الاحتباس الحراري من الوقود الأحفوري. علاوة على ذلك، يساهم تحويل مجاري النفايات الصناعية من المكبات والمحارق دون استعادة الطاقة في تقليل الانبعاث الكلي لثاني أوكسيد الكربون عند استخدامه لاستبدال الوقود الأحفوري عبر التجهيز المشترك (كما هو موضح في الشكل أدناه).
الشكل3: تقليل انبعاثات عبر التجهيز المشترك
ينبغي أخذ عوامل أخرى بالحسبان عند التجهيز المشترك للنفايات من بينها معايير جودة المنتج والتبديل الدوري والتواصل الشفاف من أجل نيل قبول شعبي.

## أمثلة عن نفايات قابلة للتجهيز المشترك

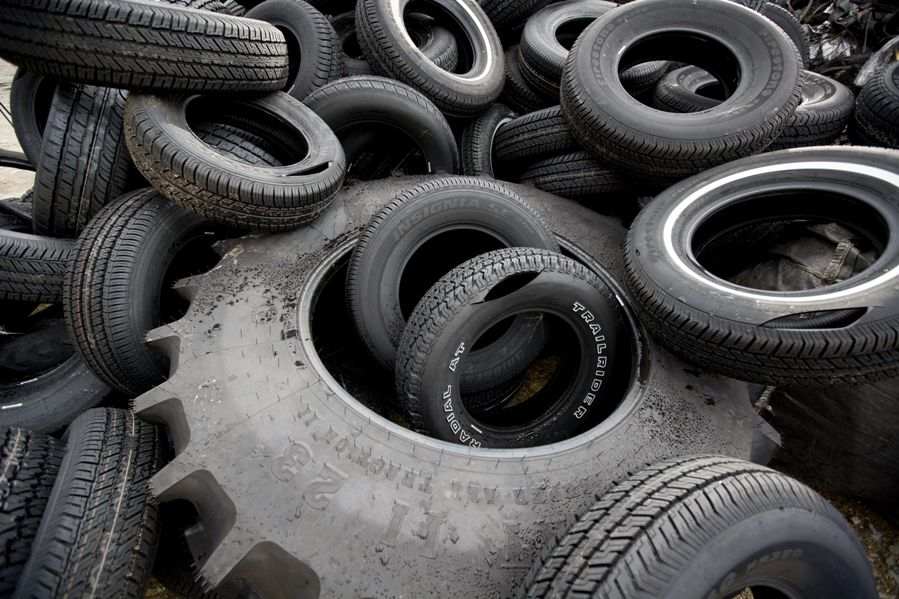
إطارات مستعملة
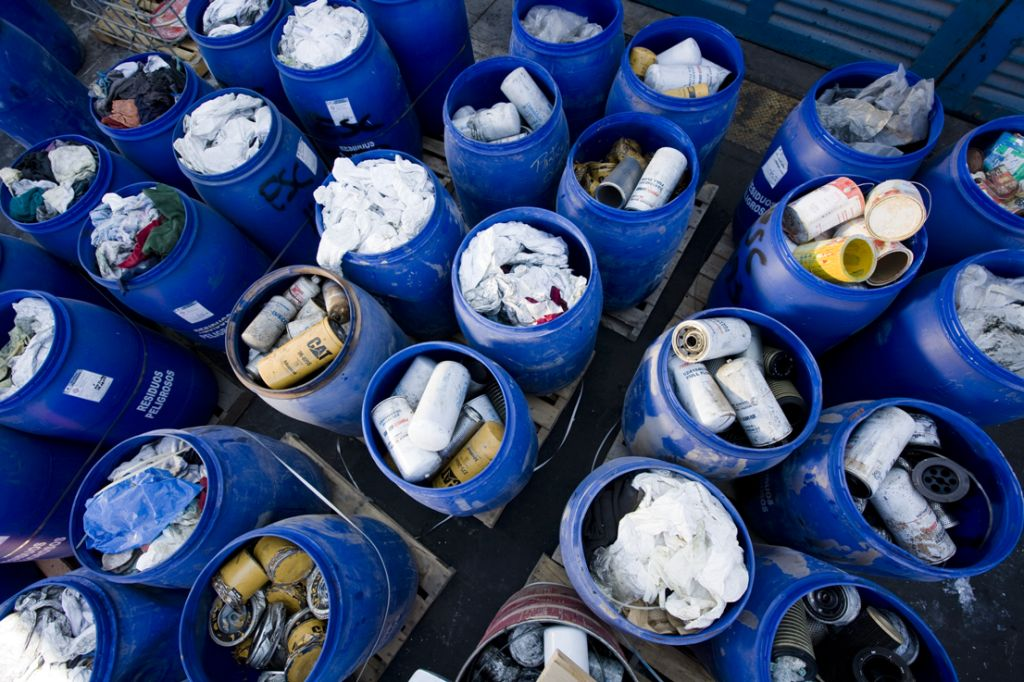
نفايات صلبة مختلفة في براميل بلاستيكية
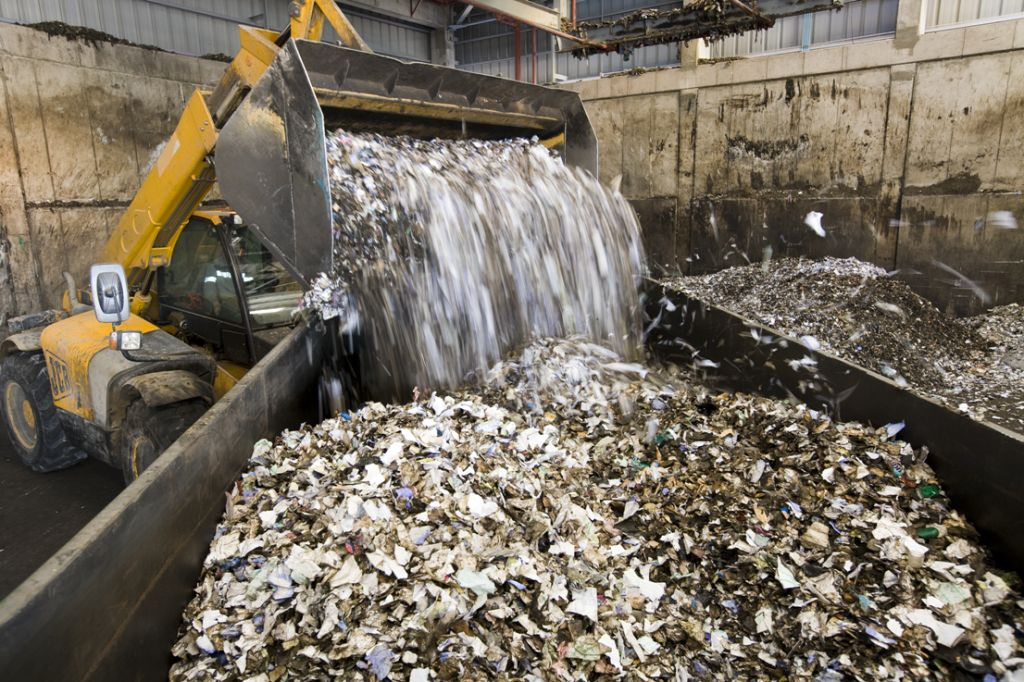
بقايا نفايات صلبة

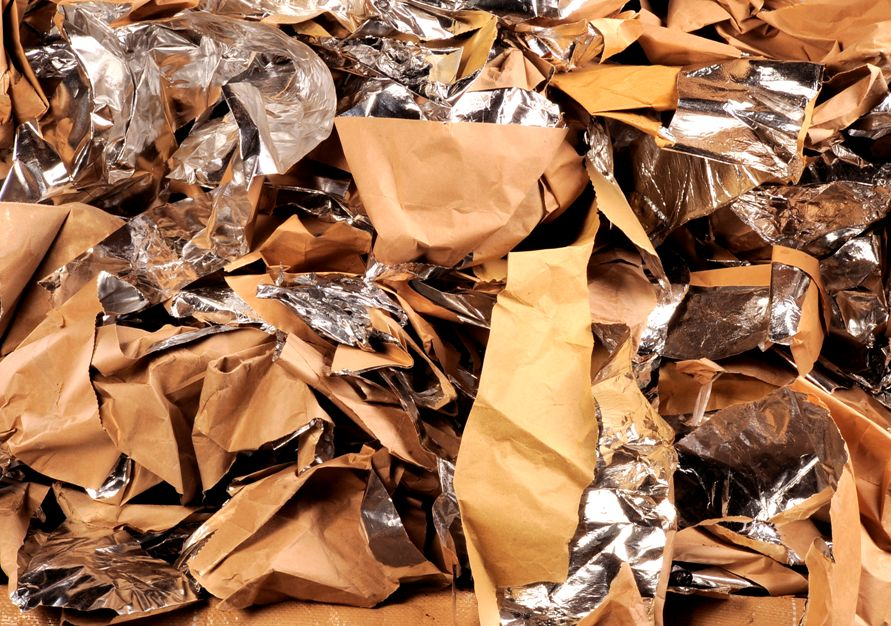
ورق ملوّث
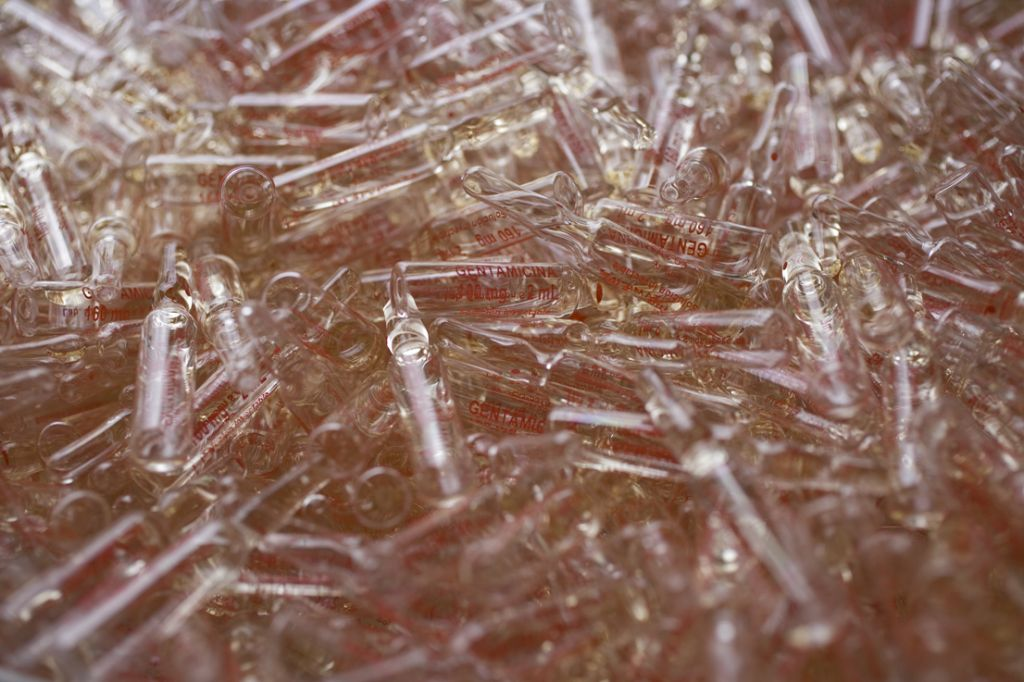
نفايات طبية (قوارير دوائية)
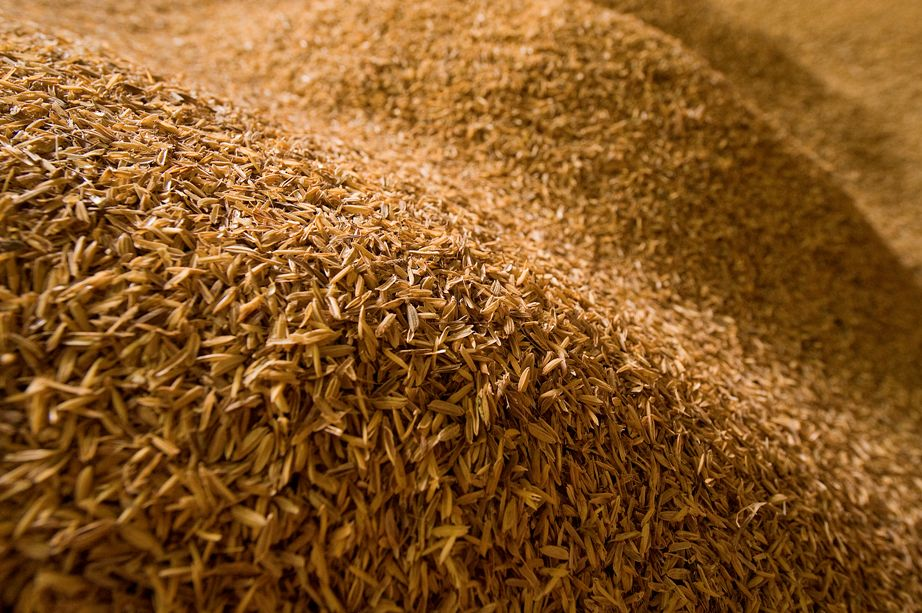
قشور الأرز

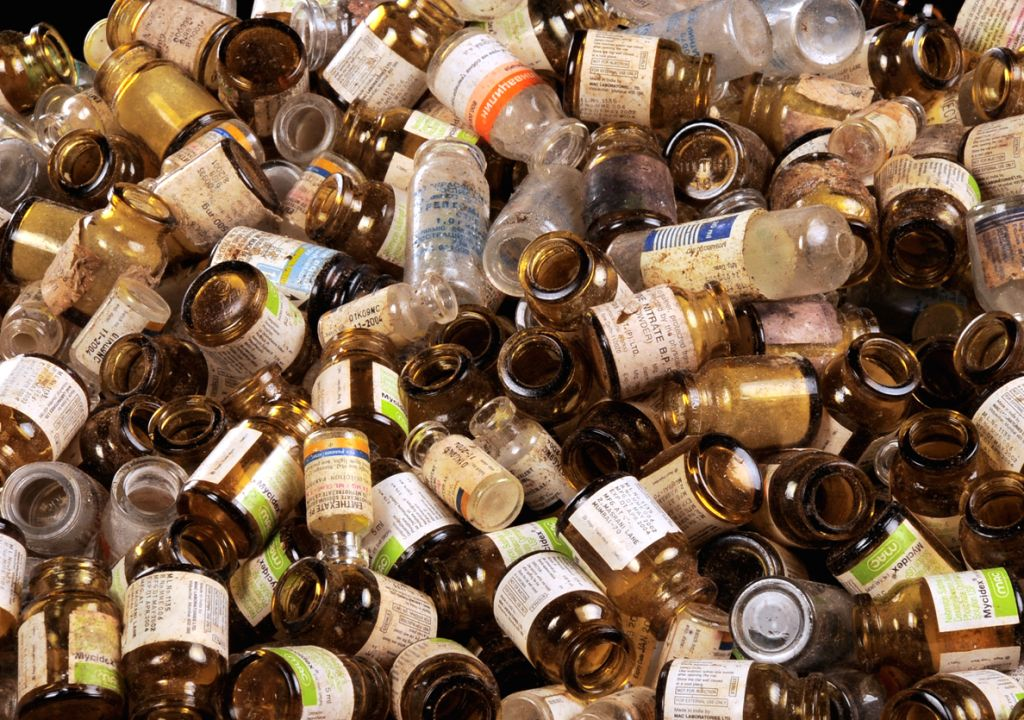
قوارير زجاجية ملوثة
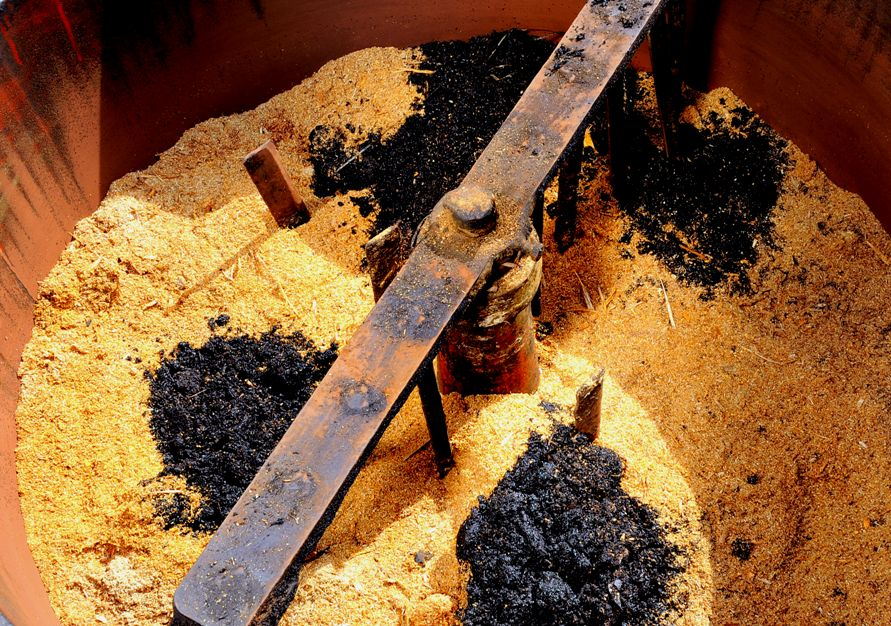
رواسب مشبَعة
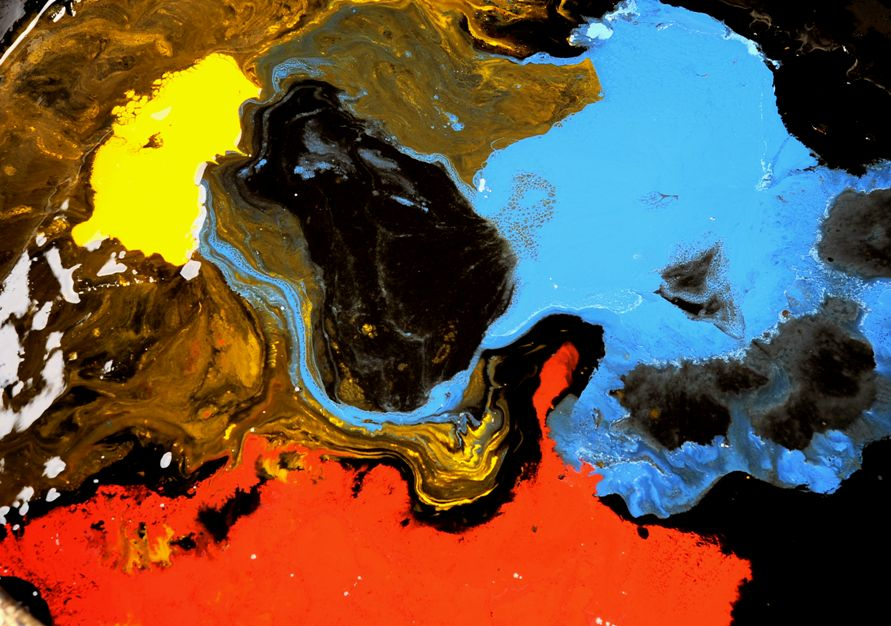
رواسب الطلاء

## التجهيز المشترك في تطوير السواغ الدوائية
التجهيز المشترك هو مزج مادتين فعالتين أو أكثر لتشكيل مواد (مواد فعالة مجهزة بشكل مشترك) بحالة وظيفية أفضل وآثار غير مرغوبة محدودة. التجهيز المشترك هو أداة يستخدمها مصنعو المواد الفعالة الدوائية وعلماء تركيب الأدوية لتطوير مواد بأداء أفضل. يستند التجهيز المشترك بصورة رئيسية إلى هندسة الجسيمات التي تتيح تعديل السمات الأساسية للمواد (سي إم إي) للمواد الفعالة الرئيسية. تنعكس هذه التعديلات في المادة المجهزة بشكل مشترك كوظيفة محسَّنة. المواد الفعالة الرئيسية هي مواد صيدلانية ثابتة.